# Joe Yabuki
Joe Yabuki (矢吹 丈?, Yabuki Jō) è un personaggio di fantasia noto come un pugile giapponese, protagonista del manga e anime Rocky Joe, scritto e disegnato da Asao Takamori e Tetsuya Chiba.

## Creazione e sviluppo
Poco prima della creazione di Joe, i manga si pensava fossero indirizzati a un pubblico in tenera fascia d'età; gli autori desideravano creare un'opera indirizzata non solo a un pubblico giovane ma rivolto a tutte le età, inoltre volevano creare un personaggio che incarnasse il perfetto stereotipo dei giovani giapponesi dell'epoca e che fosse, tra l'altro, l'incarnazione di tutte le speranze degli uomini, i quali non sempre trovano la forza di ricominciare, infatti il titolo originale dell'opera in giapponese,  Ashita no Joe, significa Joe del domani.
Per le fattezze fisiche di Joe Tetsuya Chiba riprende la fisionomia di Ishida Kunimatsu in Harisu no Kaze che lui stesso ha disegnato e che gli ha dato notorietà, dove il protagonista è un ragazzo problematico e che viene continuamente cacciato dalle scuole, finché, grazie allo sport, riesce a diventare una persona migliore.
In Italia, il personaggio è stato chiamato Rocky Joe e fu usato questo nome per il titolo dell'opera; poiché vi era la necessità di dare al protagonista un nome che richiamasse al pugilato, venne scelto di chiamarlo Rocky Joe in riferimento a Rocky Marciano, anche perché la potenza dei pugni di Joe ricordava in qualche modo quella del pugile italo-americano, oltre al fatto che l'anime arrivò in Italia negli anni in cui erano molto popolari i film su Rocky.

## Storia

Joe nel manga

### Infanzia
Joe Yabuki nasce nell'orfanotrofio di Tokyo (essendo un orfano di entrambi i genitori) dove sviluppa subito un carattere irrequieto e determinato che lo porteranno alla voglia di libertà e per questo fuggirà raggirando l'intero orfanotrofio. In seguito verrà ripreso e affidato a diverse istituzioni da cui prontamente fuggirà; dopo aver messo piede nel quartiere operaio di Tokyo, superati alcuni guai, viene convinto da un ex pugile ad allenarsi sotto la sua tutela con la premessa di diventare futuro campione del pugilato.

### In riformatorio
Approfittandosi dell'ex pugile (insistendo su soldi che quest'ultimo gli promette) si mette a capo di una banda dei bambini del quartiere con cui compie furti e acquista altri prodotti con soldi vinti illegalmente nelle sale del gioco d'azzardo di Tokyo rivendendoli poi ai passanti.
Questo gli procura dei guai con la mafia giapponese che regna nel quartiere ma che in seguito riuscirà a distruggere; dopo aver truffato la giovane ereditiera Yoko Shiraki verrà condannato ad un anno e un mese al riformatorio speciale per truffa semplice. Nel riformatorio si scontrerà con il prodigio della boxe Tooru Rikishi, appartenente alla palestra Shiraki, e per questo comincia ad accettare le lezioni per corrispondenza di boxe di Danpei intitolate "Per il domani", e riuscirà a buttare a terrà in un incontro in riformatorio Rikishi in un match finito in pareggio con un doppio K.O. e sempre nel riformatorio vincerà il torneo di boxe (il primo nel riformatorio).

### Carriera da professionista
Dopo aver scontato la condanna si aggiudica la licenza di professionista di secondo grado e inizia a disputare i suoi primi incontri vincendo in un mese neanche quattro mach e divenendo (già dal suo primo incontro) famoso e idolatrato da tutta la città di Tokyo soprattutto per il suo colpo d'incontro incrociato. Dopo aver battuto Wolf Kanagushi, stella emergente della boxe al suo quinto incontro, rompendogli la mandibola, Tooru Rikishi gli propone un match, alla quale Joe decide di accettare. Dopo aver vinto l'incontro, Rikishi muore a causa del suo stato (magro e senza forza dovuto al suo drastico allenamento per rientrare nella stessa categoria di peso di Joe) e per i colpi ricevuti da Joe, in particolare per uno alla tempia che lo aveva momentaneamente mandato al tappeto. Dopo questa esperienza, Joe si ritira dal mondo del pugilato per qualche mese vagabondando senza una meta.
Vagabonda per la città incontrando gli altri personaggi: incontra Yoko in discoteca e lei gli dice che non può stare a compiangersi e per suoi debiti morali verso Rikiishi e Wolf deve tornare sul ring e starci fino alla morte; scopre che Wolf Kanagushi è diventato una guardia del corpo di un boss della mafia giapponese e, dopo aver sconfitto un mafioso (per difendere Wolf) in una rissa in un ristorante, la polizia lo coglie in flagrante e lo rinchiude in carcere preventivo.
Scagionato grazie a Dampei Tange dopo essere tornato, Joe affronta vari pugili, ma il senso di colpa per la morte di Rikishi lo tormenta tanto che non riesce più a colpire gli avversari al viso e, dopo le prime vittorie, gli vengono presentati i tre più forti pugili a livello nazionale dei pesi gallo (informati dai presidenti delle condizioni di Yabuki) che lo sconfiggono e Joe, quando colpisce un avversario al viso, il ricordo di Rikishi lo porta a vomitare sul ring. In seguito, essendo costretto a ritirarsi nuovamente, viene assunto da una compagnia teatrale la quale offre combattimenti e Joe gira tutto il Giappone ma si rende conto che quella vita non fa per lui.

### Il rientro e il match con Rivera
Dopo esser ritornato a Tokyo fa da sparring a Carlos Rivera, che diventa successivamente suo amico. I due si sfidano in un incontro che finisce in pareggio.
Poco dopo l'incontro con Carlos, in una uscita con Noriko (ragazza conosciuta nella periferia), alla domanda di quest'ultima del perché di tutti i sacrifici che compie per poter boxare quando invece quelli della sua età si divertono, Joe le risponde che lui ama la boxe e si sente realizzato e vivo all'interno del quadrato tanto da avere una sensazione che, anche solo per pochi istanti, fa "bruciare" tutto il suo corpo in una fiamma rossa e viva (a differenza di altri che "bruciano" in una combustione incompleta), e quando questa sensazione finisce, non gli rimangono altro che della bianche ceneri.
La carriera di Joe, rivitalizzata dall'aver pareggiato con numero 6 al mondo (e cioè Carlos Rivera), procede di bene in meglio fino a sconfiggere Yongbi Kim, detentore della cintura di campione asiatico dei pesi gallo. Prima del match però, a causa dello sviluppo del suo fisico, deve subire una durissima dieta per rimanere nella sua categoria di peso, arrivando a rinchiudersi nello stesso magazzino in cui si era rinchiuso Rikishi per resistere ai morsi della fame. Il campione del mondo Jose Mendoza decide di averlo come sfidante mettendo in palio il titolo di campione del mondo. Nel proseguimento della storia, il fisico di Joe è molto danneggiato dai colpi ricevuti durante gli ultimi incontri, e comincia a soffrire dei sintomi della "sindrome del pugile ubriaco". Nonostante se ne sia accorto benissimo, e molto prima del medico, Joe decide di nascondere il suo male e di combattere in maniera grandiosa. Prima dell'incontro però Yoko Shiraki, che nel frattempo è diventata presidente del club Shiraki, che ha seguito tutta la carriera di Joe e in alcun frangenti aiutandolo in maniera più o meno diretta (nonostante il rapporto con il ragazzo è stato conflittuale per tutta la storia), si accorge della malattia di Yabuki e cerca di dissuaderlo a salire sul ring negli spogliatoi prima del match, ma dopo aver scoperto che sapeva tutto, per fermarlo gli rivela di essere innamorata di lui, ma Joe non vuole fuggire ora che ha il più grande incontro della sua vita.

### Ultimo incontro con il campione del mondo
Il match contro José Mendoza inizia e il divario tecnico fra i due è enorme, ma Joe non si tira indietro e continua ad attaccare; dopo pochi round di combattimento, durante il quale subisce molti colpi potenti, diventa cieco da un occhio, ma impara a riprodurre la tecnica di avvitamento del pugno del suo avversario, il segreto che rendeva i colpi di Mendoza micidiali.
Danpei, preoccupato per la sua incolumità, tenta di gettare la spugna, ma Joe lo convince a rinunciare al suo intento. Yoko, comprendendo quello che vuole il ragazzo e che deve stargli a fianco, lo incoraggia nel momento più difficile del match, dicendogli di dare tutto in modo che non possa poi avere dei rimpianti. Mendoza lo colpisce con tutta la sua forza, sperando di convincerlo ad abbandonare l'incontro, ma Yabuki ha una tenacia e una resistenza spaventose, e non si tira indietro, anzi, prende l'iniziativa e risponde colpo su colpo al campione. Joe è quasi catatonico, assente, ma resta in piedi e continua a incassare e a rispondere, quasi automaticamente. Mendoza adesso è spaventato da questo ragazzo che sembra non aver paura di morire e comincia a sospettare che Joe sia già morto nonostante sia in piedi a incassare i colpi: è sotto questo terribile sospetto che a Mendoza vengono i capelli bianchi dallo spavento, tanto da sembrare un vecchio alla fine dell'incontro.
Al termine dell'incontro, poco prima del verdetto finale (che premia il pur distrutto Mendoza) Yabuki consegna i guantoni a Yoko, l'unico modo che aveva per rispondere e ricambiare i sentimenti di lei, e muore sereno col sorriso sulle labbra per aver dato tutto se stesso, tenendo fede al suo ideale che lo avrebbe visto “bruciare” completamente, fino a diventare cenere bianchissima.

## Personalità
Joe viene presentato come un giovane intelligente, ambizioso (inizialmente i soldi ricevuti dall'allenatore intende usarli per risanare il quartiere in cui vive dando vita a un complesso industriale in tutta Tokyo) con una grande forza di volontà ma anche arrogante, prepotente, violento, orgoglioso e per di più manipolatore e senza scrupoli, infatti non si fa scrupoli a usare il suo maestro per soldi, vitto e alloggio e a truffare la giovane ereditiera Shiraki. Dopo aver scontato la pena di tredici mesi in un riformatorio modifica marginalmente il suo carattere e inizia a dedicarsi alla Boxe (più seriamente rispetto a prima). Sembra inizialmente che l'unico scopo nell'aver intrapreso questa carriera sia un conto in sospeso con il campione dei pesi welter Tooru Rikishi ma già dalla morte di quest'ultimo si accorgerà di non poter fare a meno di boxare.
Nella seconda stagione Joe cambia notevolmente moderando completamente il suo carattere, rimanendo molto ambizioso ma, nonostante le apparenze e per come si mostra, rimane introverso e solitario. Infatti all'inizio della storia mostra autentico affetto solo verso i bambini, ma un po' per volta si addolcisce sempre di più. Al contrario, si dimostra impacciato con le donne, non riuscendo a capire (o facendo finta di non capire) che all'inizio Noriko Hayashi e successivamente Yoko Shiraki nutrivano dei sentimenti verso di lui e, quando Yoko gli dichiara i suoi sentimenti nello spogliatoio prima del match con Mendoza, sale comunque sul ring, conscio di andare incontro alla sua fine. Durante l'incontro è la stessa Yoko, quando tutti intorno a lui vorrebbero gettare la spugna, a cominciare dal suo stesso allenatore, a dirgli di combattere e di dare tutto, mentre lei resterà a bordo ring a guardarlo. Per questo, prima di morire, affida i guantoni a Yoko, dicendo che erano stati tutta la sua vita, segno che i sentimenti che Yoko nutriva verso di lui erano corrisposti ma erano stati compresi tardi; nonostante i vari contrasti che hanno avuto nel corso della storia, Joe probabilmente vede in lei l'unica persona che era riuscita a comprenderlo fino in fondo.
Col passare del tempo appare chiaro che aspiri al titolo mondiale non tanto per sé stesso ma per tutte le persone da lui affrontate (Wolf, Rikishi, Rivera) per una sorta di debito morale, come se ne sentisse il peso di dover portare avanti i loro obiettivi e ambizioni, visto che, dopo aver incrociato i guantoni con Joe, le loro vite cambiarono drasticamente. Invece Yabuki nella boxe, che gli ha dato uno scopo nella vita, vuole quella sensazione che lo fa sentire vivo, che lo fa "bruciare" in una fiamma viva che non lascia nessun residuo, solo delle "bianche ceneri".

## Stile di combattimento
Joe contrappone sul ring forza, violenza e agilità, caratteristiche principali di un pugile; il suo asso nella manica è il cosiddetto colpo d'incontro incrociato (che inizialmente usa solo) e dopo l'incontro con Wolf il colpo d'incontro triplato (ideato da lui stesso), dopo l'incontro con Rikishi il suo punto debole è la paura di dover uccidere, superata durante il combattimento con il pugile venezuelano Carlos Rivera. In tutti i combattimenti, le sue più grandi abilità sono: la notevole resistenza, le doti di incassatore (grazie anche alla sua notevole forza di volontà), che gli permettono di rialzarsi anche dopo aver subito percosse molto dure, e la strategia con la quale scarica tutte le energie in riserva che gli permettono di sopraffare l'avversario e di sconfiggere le sue tecniche (ad esempio quando neutralizza e copia la tecnica più potente di Mendoza).

## Accoglienza
Il personaggio è considerato un simbolo della cultura popolare giapponese, diventando, soprattutto negli anni settanta, un'icona influente su una miriade di giapponesi di tutte le età e una delle maggiori icone del mondo dei manga. Ancora oggi è un successo tanto che il 13 ottobre 2006, Joe si è posizionato al quarto posto nella classifica dei "migliori anime Tv giapponesi".
È stato commercializzato anche diverso merchandise basato su Joe, incluse francobolli e action figures.